# 香葵
香葵（学名：Abelmoschus moschatus）又名黄葵，为锦葵科秋葵属下的一个种。

## 扩展阅读
- 維基物種上的相關：香葵